# Hemisphaeroides
Hemisphaeroides är ett släkte av insekter. Hemisphaeroides ingår i familjen sköldstritar.
Kladogram enligt Catalogue of Life:
| Hemisphaeroides | \| \| Hemisphaeroides aeneoniger \| \| \| \| \| \| Hemisphaeroides lineatus \| \| \| \| |
|                 | \| \| Hemisphaeroides aeneoniger \| \| \| \| \| \| Hemisphaeroides lineatus \| \| \| \| |
|                 | Hemisphaeroides aeneoniger                                                              |
|                 |                                                                                         |
|                 | Hemisphaeroides lineatus                                                                |
|                 |                                                                                         |